# Katia Weidenfeld
Pour les articles homonymes, voir Weidenfeld.
Katia Weidenfeld est une enseignante-chercheuse et historienne du droit française. Professeure des universités depuis 2000, elle est directrice d'études à l’École nationale des chartes, où elle enseigne l’histoire du droit de l’époque contemporaine depuis 2012.

## Biographie

### Formation
Katia Weidenfeld est une ancienne élève de l'École normale supérieure (L 1992). Elle est agrégée de droit.
En 1999, elle obtient un doctorat en histoire du droit à l'Université Paris-Panthéon-Assas avec une thèse intitulée Les origines médiévales du contentieux administratif : XIVe siècle - XVe siècle et rédigée sous la direction d'Albert Rigaudière.

### Carrière professionnelle
D'abord professeur à l'université de Caen (2000), elle devient ensuite premier conseiller au tribunal administratif de Melun en 2003 puis est mutée en 2005 au tribunal administratif de Paris où elle officie comme rapporteur public.
Le 1er septembre 2012, Katia Weidenfeld est nommée directrice d'études à l’École nationale des chartes, sur la chaire d'histoire du droit de l’époque contemporaine.
En 2016, elle est promue au grade de président du corps des tribunaux administratifs et des cours administratives d'appel et devient, en 2017, vice-présidente au tribunal administratif de Melun puis, en 2019, au tribunal administratif de Montreuil.
Par décret du Président de la République en date du 5 juin 2023, elle est nommée présidente de section au tribunal administratif de Paris.

## Publications
- La Police de la petite voirie à Paris à la fin du Moyen Âge, Paris, Librairie générale de droit et de jurisprudence, 1996 (BNF 36694329).
- Les Origines médiévales du contentieux administratif, Paris, De Boccard, 2002 (BNF 38863841).
- Histoire du droit administratif. Du XIVe siècle à nos jours, Paris, Economica, 2010 (BNF 42189563).
- À l'ombre des niches fiscales, Paris, Economica, 2011 (BNF 42435108).
- Avec Philippe Askenazy, Les Soldes de la loi Raffarin. Le contrôle du grand commerce alimentaire, Paris, Rue d'Ulm, 2007 (BNF 40991640).
- L'Impunité fiscale. Quand l'État brade sa souveraineté, Paris, La Découverte, 2015 (BNF 44456699).
- Déclarez vos revenus ! Histoire et imaginaire d'un instrument fiscal (xviiie-xxie siècle), études réunies par Olivier Poncet et Katia Weidenfeld, Paris, Ecole nationale des Chartes, collection Études et rencontres, volume 57, 2019 (BNF 46516966).